# Cratere Dada
Dada  è un cratere sulla superficie di Cerere.